# Muzeul Satului Vrâncean
Muzeul Satului Vrâncean este un muzeu etnografic aflat în satul Petrești, la câțiva kilometri de municipiul Focșani. Denumirea oficială este Secția de etnografie Petrești, fiind o secție a Muzeului Vrancei.
Secția fost deschisă în 1977, având la inaugurare 73 de construcții grupate în 32 de complexe și un total de peste 6.000 de exponate etnografice. Muzeul este are două sectoare, unul pentru instalațiile tehnice țărănești și unul pentru gospodării și construcții de interes public.
Situl este declarat monument istoric de importanță locală, având cod LMI VN-II-s-B-06551.

## Imobile

### Moara Reghiu
| Moara Reghiu | Moara Reghiu Pagina muzeului • ETNOMON Datare: 1817 Localitatea de origine: Răiuți |

Construită din piatră de râu până la nivelul acoperișului în două ape, are planul dreptunghiular de dimensiuni miniaturale (L = 2,80 m; l = 2,20m; suprafața = 6,16 mp). Încăperea adăpostește titirezul montat sub nivelul elevației – un butuc din lemn de esență moale prevăzut cu „aripi” de forma unor linguri secționate longitudinal, continuat în partea superioară printr-un fus (grindei) ce acționează piatra alergătoare sub care se zdrobesc pe „zăcătoare” boabele. Instalația de măcinat este așezată pe patul morii care coincide cu podul morii în cazul de față, cuprinzând deasupra și dedesubtul pietrelor, coșul și lada pentru făină.

### Moara cu Titirez Răchitașu
| Moara cu Titirez Răchitașu | Moara cu Titirez Răchitașu Pagina muzeului • ETNOMON Datare: 1930 Localitatea de origine: Răchitașu |

Moara are o singură încăpere. Este o construcție din bârne de brad îmbinate în cheutori, pe temelie de piatră. Acoperișul în două ape are învelitoare din șindrilă bătută în forma solzilor de pește. Moara se compune din: fusul din lemn, cu titirez; coșul; teica; covata; merticul; parparița; sistemul de aducțiune al apei; două pietre de moară: una zăcătoare și una alergătoare.

### Dârsta din Nistorești
| Dârsta din Nistorești | Dârsta din Nistorești Pagina muzeului • ETNOMON Localitatea de origine: Nistorești |

Dârsta este construită din piatră și bârne. Acoperișul în două ape are învelitoare din șindrilă bătută în forma solzilor de pește. Instalația are 5 m lungime, 4,8 m lățime, 24 mp suprafață. Dârsta este prevăzută cu două nivele: camera de păruială și camera de îngroșat. În exterior se află vâltorile. Dârsta este dispusă cu roata către scocul pe unde vine apa (cu fața la albia râului). Intrarea în pod, acolo unde se află valul de păruială se face direct din drum. Are două încăperi. În una are loc păruiala, iar în cealaltă se află cuptorul de uscat. Valul pentru păruială este mânat de forța umană. Valul mare este mânat de o roată mare cu cupe, în interiorul lui punându-se cergile la uscat. Tot aici, în încăpere cu valul mare se află și cuptorul. Dârsta are și două vâltori (hultori). La vâltori apa vine pe scoc, iar în fața vâltorilor e un pod care îl ajută pe dârstar să treacă apa, dar și să pună cergile în vâltori. Cergile și procovițele care nu au fost duse la păruială, se duc la val, într-o odaie închisă unde se află un mecanism sub formă de cilindru, cu baza de forma unui cerc cu diametrul de 2,20 m. Pe suprafața laterală are 18 laturi însumând 3,5 m l. Pe partea interioară a fiecărui leț sunt 34 de cuie de lemn. În cameră se află un cuptor cu dimensiunile: L = 3,5 m; l = 1,10 m; h =1,20 m. Se face foc în cuptor. Se introduc 8 cergi în val și începe rotirea valului. Din cauza căldurii apa se evaporă. În acest mediu de abur se lasă cergile 2-4 ore. Aici cergile și procovițele se îngroașă. Valul de păruială în care se introduc numai cergile, este de forma unui cilindru orizontal alcătuit din 8 lețuri, așezat pe un cadru de bârne, mânuit de o roată cu cupe. Sub câte o cergă, cilindrul se învârtește, cergile vin una câte una în contact cu leasa care o scarmănă. Operația durează 2 ore.

### Piua Nistorești
| Piua Nistorești | Piua Nistorești Pagina muzeului • ETNOMON Datare: 1906 Localitatea de origine: Nistorești |

Piua este o construcție din piatră și lemn ( l = 5,30 m; l = 4,00 m), pereții din piatră iar acoperișul și instalația propriu-zisă din lemn. Acoperișul în două ape are învelitoare din șindrilă bătută în forma solzilor de pește și este despărțit de tavan, de încăperea în care se află instalația propriu-zisă. În interiorul încăperii se află teica (găvanele) cu chilugii (maie, ciocane), soba cu ceaunul precum și locul de dormit a piuarului.

### Complex Moara și Piua Spulber
| Complex Moara și Piua Spulber | Complex Moara și Piua Spulber Pagina muzeului • ETNOMON Localitatea de origine: Spulber |

Construcție cu două nivele (camera pivei și camera morii la subsol, iar în pod la nivelul solului se află coșul morii). Construcția este din piatră și bârne. Instalația are 8,7 m pe 4 m, cu o suprafață totală de 26,80 m². Principiul de funcționare al pivei este următorul: roata cu cupe având aducțiune superioară antrenează grindeiul pe care sunt montate mâinile (fofezele, penele) în angrenaj alternativ cu labele chilugilor așezați vertical și puțin înclinați, doi câte doi într-o teică. Chilugii cad pe țesătură umezită de apa caldă care vine prin șipot de la ceaun. Țesătura se așează funie (sucită) sau piele (suprapusă în lungime) ca să se îngusteze și scurteze.

### Joagăr Tulnici
| Joagăr Tulnici | Joagăr Tulnici Pagina muzeului • ETNOMON Localitatea de origine: Tulnici |

Construit din scânduri cu acoperiș în două ape și învelitoare din șindrilă, bătută în forma solzilor de pește. Construcția are o singură încăpere destinată efectuării tăierii materialului lemnos. Instalația propriu-zisă este compusă dintr-o roată cu cupe, jugul acționat de o pârghie și fierăstrăul.

### Moara Andreiașu
| Moara Andreiașu | Moara Andreiașu Pagina muzeului • ETNOMON Datare: 1930 Localitatea de origine: Andreiașu |

Casa morii este construită din bârne și scândură de brad. Are două aripi cu patru brațe care rotesc axul morii (grindeiul). Acesta, cu ajutorul roții măselate, pune în funcțiune axul și acesta roata mișcătoare. La baza morii se află sania pe care se învârtește moara cu ajutorul unui proțap în direcția vântului. Moara are o înălțime de 7 m, lungimea de 5 m și lățimea de 4 m, suprafața este de 20,00 mp. Acoperișul morii este în două ape și are învelitoare din șindrilă bătută în forma solzilor de pește.

### Moara Bolotești
| Moara Bolotești | Moara Bolotești Pagina muzeului • ETNOMON Localitatea de origine: Bolotești |

Edificiu masiv în plan dreptunghiular având 10,5 m x 8,5 m, conceput cu două nivele și acoperiș în patru ape cu învelitoare din șindrilă bătută în forma solzilor de pește. Nivelul inferior, din piatră de râu șlefuită, adăpostește angrenajul roților hidraulice și lăzile de făină, servind și ca depozit de materiale, unelte sau saci. Etajul este construit din scândură de brad și podină din lemn de stejar, constituind încăperea de acces la coșurile morii și camera morarului.

### Casa Vrâncioaia
| Casa Vrâncioaia | Casa Vrâncioaia Pagina muzeului • ETNOMON Localitatea de origine: Vrâncioaia |

Casa este ridicată pe temelie de piatră luată de pe prundul apelor. Pereții sunt din bârne lipite cu lut, încheiate la capete în tehnica blockbau. Acoperișul în patru ape are învelitoare din șindrilă bătută în forma solzilor de pește. Încăperile au lut pe jos. Casa are prispă liberă mărginită de stâlpi sculptați.

### Casa Tulnici
| Casa Tulnici | Casa Tulnici Pagina muzeului • ETNOMON Localitatea de origine: Tulnici |

Casă este ridicată pe temelie de piatră luată de pe prundul apelor. Pereții sunt din bârne lipite cu lut. Acoperișul în patru ape are învelitoare din șindrilă bătută în forma solzilor de pește. În față are un târnaț închis cu scânduri simple. Stâlpii nu au ornamente.

### Casa Vizantea-Livezi
| Casa Vizantea-Livezi | Casa Vizantea-Livezi Pagina muzeului • ETNOMON Datare: 1850 Localitatea de origine: Vizantea-Livezi |

Casa este construită pe temelie din piatră, cu pereți din nuiele de stejar și lețuri lipite cu lut, acoperiș în patru ape cu învelitoare din șindrilă. Planimetric, casa se compune din tindă, camera de toate zilele și camera curată. Prispa este închisă, iar stâlpii care o mărginesc sunt foarte frumos sculptați.

### Casa Năruja
| Casa Năruja | Casa Năruja Pagina muzeului • ETNOMON Datare: 1889-1900 Localitatea de origine: Năruja |

Casă ridicată pe temelie de piatră luată de pe prundul apelor. Pereții sunt din bârne de fag lipite cu lut. Acoperișul în patru ape are învelitoare din șindrilă bătută în forma solzilor de pește. Târnațul este închis, iar stâlpii care îl mărginesc sunt sculptați. În partea dreaptă casa este prevăzută cu foișor. Din punct de vedere planimetric, casa se compune din tindă, cameră de toate zilele și camera curată.

### Casa Bârsești
| Casa Bârsești | Casa Bârsești Pagina muzeului Datare: 1865 Localitatea de origine: Bârsești |

### Școala Nereju
| Școala Nereju | Școala Nereju Pagina muzeului • ETNOMON Localitatea de origine: Nereju |

Construcție cu trei încăperi și prispă; bârne din brad; acoperiș în patru ape; învelitoare din șindrilă. Construcția este ridicată pe temelie de piatră. Pereții sunt din bârne lipite cu lut și acoperișul din șindrilă. Planul școlii este format din tindă, sală de lecții și o cameră mai mică care ține loc de cancelarie. Prispa este închisă.

### Casa Nereju
| Casa Nereju | Casa Nereju Pagina muzeului • ETNOMON Localitatea de origine: Nereju |

Casa este ridicată pe temelie de piatră luată de pe prundul apelor . Pereții sunt din bârne necioplite încheiate la capete în tehnica blockbau , iar acoperișul în patru ape are învelitoare din șindrilă bătută în forma solzilor de pește. Din punct de vedere planimetric casa se compune din tindă și cameră.

### Casa Vidra
| Casa Vidra | Casa Vidra Pagina muzeului • ETNOMON Localitatea de origine: Vidra |

Casa este construită pe temelie din piatră, pereții sunt din paiantă, iar acoperișul în patru ape are învelitoare din șindrilă bătută în forma solzilor de pește. Din punct de vedere planimetric, casa se compune din tindă mediană, cameră de toate zilele și camera curată.

### Casa Fetig
| Casa Fetig | Casa Fetig Pagina muzeului • ETNOMON Datare: secolul al XIX-lea Localitatea de origine: Fetig |

Casa este ridicată pe temelie înaltă din piatră. Pereții sunt din bârne lipite, iar acoperișul în patru ape are învelitoare din șindrilă bătută în forma solzilor de pește. Planimetric casa se compune din tindă, cameră de toate zilele și cămară. Încăperile au lut pe jos.

### Casa Dumbrăveni
| Casa Dumbrăveni | Casa Dumbrăveni Pagina muzeului • ETNOMON Localitatea de origine: Dumbrăveni |

Casa este construită pe o temelie înaltă din piatră, pereții sunt construiți din paiantă, iar acoperișul în patru ape are învelitoare din șindrilă. Târnațul desfășurat pe două părți este închis de un gărduț simplu. Stâlpii care mărginesc prispa, diferă de la o latură la alta, unii sunt sculptați iar alții fasonați. Planul casei este compus din tindă mediană, cameră de toate zilele și cameră curată.

### Crama Dumbrăveni
| Crama Dumbrăveni | Crama Dumbrăveni Pagina muzeului • ETNOMON Localitatea de origine: Dumbrăveni |

Crama este construită pe temelie de piatră, cu pereții din bârne încheiate la capete olește, cu acoperiș în patru ape cu învelitoare din șindrilă. Construcția are o singură încăpere ce adăpostește inventarul vitivinicol.

### Primăria Năruja
| Primăria Năruja | Primăria Năruja Pagina muzeului • ETNOMON Localitatea de origine: Năruja |

Construcție ridicată pe temelie din piatră cu pereți din paiantă pe schelet din lemn, din nuiele lipite cu pământ. Casa are prispă închisă iar la mijloc are foișor. Acoperișul în patru ape are învelitoare din șindrilă.

### Casa Călimănești
| Casa Călimănești | Casa Călimănești Pagina muzeului • ETNOMON |

Un tip de casă mai puțin zveltă, construită pe temelie de piatră, pe tălpi de lemn, cu pereții din vălătuci de lut. Acoperișul în patru ape ar fi trebuit să fie din stuf, dar din cauza umidității excesive are învelitoare din șindrilă, bătută în forma solzilor de pește. Planul casei este compus din tindă mediană și două camere. Prispa este liberă, iar stâlpii care o mărginesc sunt înconjurați de traforaj.

### Casa Biliești
| Casa Biliești | Casa Biliești Pagina muzeului • ETNOMON Localitatea de origine: Biliești |

Casă ridicată pe temelie joasă din piatră. Este construită în furci cu pereții din vălătuci de lut. Acoperișul este în patru ape. Casa are prispa liberă, mărginită de stâlpi fără ornamente. Planul casei este compus din tindă mediană, cameră de toate zilele, camera curată și pe latura lungă din spatele casei, sub prelungirea acoperișului, chilerul (cămara).

### Casa Vulturu
| Casa Vulturu | Casa Vulturu Pagina muzeului • ETNOMON |

Casa este construită în furci, cu pereții din lut prins în șipci. Acoperișul în patru ape are învelitoare din șindrilă, bătută în forma solzilor de pește. Planul casei este format din tindă, camera curată, cămară și chiler. Casa are târnaț pe trei părți. Încăperile au lut pe jos.

### Casa Tătăranu
| Casa Tătăranu | Casa Tătăranu Pagina muzeului • ETNOMON |

Casa este ridicată pe temelie din piatră. Pereții sunt din paiantă, iar acoperișul în patru ape are învelitoare din șindrilă bătută în forma solzilor de pește. Planul casei cuprinde o tindă, camera de toate zilele, camera curată, chilerul și o bucătărie de vară dispusă lateral în prelungirea casei. Casa are prispa prelungită lateral, iar stâlpii care o mărginesc sunt ornamentați cu scândură traforată. Încăperile au lut pe jos.

### Casa Răcoasa
| Casa Răcoasa | Casa Răcoasa Pagina muzeului • ETNOMON Datare: 1851 |

Casa este ridicată pe temelie de piatră. Pereții sunt din bârne lipite cu lut, iar acoperișul în patru ape are învelitoare din șindrilă. Din punct de vedere planimetric, casa se compune din tindă mediană, cameră de toate zilele, camera curată și chiler (încăperea de pe latura lungă din spatele casei, sub prelungirea acoperișului).

### Casa Câmpuri
| Casa Câmpuri | Casa Câmpuri Pagina muzeului • ETNOMON Datare: 1825 |

Casă cu cămară, tindă și prispă; temelie din piatră de râu; bârne de brad; acoperiș în patru ape; învelitoare din șindrilă. casă ridicată pe temelie din piatră, cu pereți din bârne lipite cu lut. Acoperișul în patru ape are învelitoare din șindrilă bătută în forma solzilor de pește. Casa se compune din tindă și cameră de toate zilele. Spațiul tindei este luat din suprafața casei, încăperea de locuit apărând ca o odaie asimetrică cu cot. Prispa din fața casei este închisă.

### Casa Soveja
| Casa Soveja | Casa Soveja Pagina muzeului • ETNOMON Datare: 1910 Localitatea de origine: Soveja |

Construcția este așezată pe temelie înaltă de piatră. Pereții sunt din bârne lipite cu lut, iar acoperișul în patru ape are învelitoare din șindrilă. Târnațul care se prelungește la un capăt este închis cu gărduț din scândură traforată. Casa se compune din două camere: casa de locuit folosită ca bucătărie și camera curată sau salonul. Intrarea în cele două  încăperi se face de pe prispă , intrările fiind separate.

### Casa Chiojdeni
| Casa Chiojdeni | Casa Chiojdeni Pagina muzeului • ETNOMON |

Casa este construită pe temelie din piatră, pereții sunt ridicați din bârne lipite cu lut, iar acoperișul în patru ape are învelitoare din șindrilă. Târnațul este liber, iar stâlpii care-l mărginesc sunt sculptați. Încăperile au lut pe jos. Planimetric, casa se compune din tindă (folosită ca bucătărie) și cameră curată.

### Casa Dumitrești
| Casa Dumitrești | Casa Dumitrești Pagina muzeului • ETNOMON |

Construită în tehnica paiantei pe temelie de piatră, casa se compune dintr-o tindă mediană, cameră de toate zilele, cameră curată și un chiler larg, compartimentat în cameră de zi și cămară pentru provizii. Prispa casei este închisă. Acoperișul în patru ape are învelitoare din șindrilă.

### Casa Jariștea
| Casa Jariștea | Casa Jariștea Pagina muzeului • ETNOMON |

Casă ridicată pe temelie din piatră, cu pereți din vălătuci, acoperiș în patru ape și învelitoare din șindrilă. Din punct de vedere planimetric, casa are o tindă mediană, cameră de toate zilele, camera curată și pe latura lungă din spatele casei o încăpere numită chiler. Pe mijloc, casa are un foișor, iar de jur împrejur, târnațul este înconjurat de un parmaclic traforat. Stâlpii târnațului sunt fasonați.

### Stâna Nistorești
| Stâna Nistorești | Stâna Nistorești Pagina muzeului • ETNOMON |

Este o construcție din bârne încheiate la capete, cu acoperiș în două ape și învelitoare din șindrilă bătută în forma solzilor de pește. Cuprinde în plan trei încăperi:  fierbătoarea, fără fereastră, podea și plafon, unde se prepară laptele; comarnicul, dispus în mijloc, cu numai trei pereți din care unul cu două deschizături , numite gurile strungii, unde se opresc oile la muls  și cășăria, fără ferestre, cu pereți înconjurați de polițe pe care se așează brânza.

### Hanul Odobești
| Hanul Odobești | Hanul Odobești Pagina muzeului • ETNOMON Localitatea de origine: Odobești |

Hanul este o construcție cu etaj. Are fundația din beton, pereții din cărămidă tencuită și acoperișul în patru ape cu învelitoare din șindrilă bătută în forma solzilor de pește. Planul construcției este următorul: parterul cuprinde remiza mediană, o prăvălie, bucătărie, cămară. Etajul cuprinde o sală mediană, două dormitoare și o verandă. Legătura între parter și etaj se face printr-o scară din lemn.

### Casa Piscu-Radului
| Casa Piscu-Radului | Casa Piscu-Radului Pagina muzeului • ETNOMON Datare: sfârșitul secolului al XIX-lea Localitatea de origine: Piscu Radului |

Casă cu două încăperi, tindă și prispă; bârne de brad; acoperiș în patru ape; învelitoare din bile de lemn. Casa este ridicată pe temelie înaltă din bolovani de râu, cu pereții din bârne lipite. Acoperișul în patru ape are învelitoare din șindrilă bătută în forma solzilor de pește. Planul casei cuprinde o tindă și două camere (camera de toate zilele și camera curată). Încăperile au lut pe jos. Prispa casei este închisă cu gărduț din scânduri lipsit de ornamente. Procedeul folosirii cosoroabelor duble (grinzile longitudinale ale prispei și pereților laterali) care susțin acoperișul, a dus la obținerea de efecte artistice remarcabile la fruntarul casei prin combinarea unor tehnici diferite de împodobire a lemnului, în special a ciopliturii și crestăturii.

### Moara Soveja
| Moara Soveja | Moara Soveja Pagina muzeului Localitatea de origine: Soveja |